# Syracuse Stars
I Syracuse Stars sono stati una squadra di hockey su ghiaccio dell'International Hockey League con sede nella città di Syracuse, nello stato di New York. Nacquero nel 1930 e si sciolsero nel 1940 dopo essere stata una delle fondatrici dell'American Hockey League. Nel 1937 si aggiudicarono la prima Calder Cup.

## Storia
Nel 1930 la formazione della International Hockey League degli Hamilton Tigers fu acquistata e trasferita a Syracuse dove assunse il nome di Syracuse Stars. Gli stars disputarono sei stagioni nella IHL fino al 1936 divenendo una delle fondatrici dell'International-American Hockey League, nota oggi come American Hockey League. Nel corso degli anni furono un farm team dei Toronto Maple Leafs, franchigia della National Hockey League.
Nel corso della stagione 1936-1937, la prima nella storia della I-AHL, gli Stars vinsero il F. G. "Teddy" Oke Trophy in quanto campioni della West Division per poi conquistare la prima Calder Cup in finale contro i Philadelphia Ramblers. Nella stagione successiva invece gli Stars dovettero cedere in finale il titolo ai Providence Reds.
Dopo quattro stagioni trascorse nella I-AHL nel 1940 la formazione fu ceduta a un imprenditore che trasferì la franchigia a Buffalo cambiandole il nome in Buffalo Bisons. I Bisons giocarono in AHL fino al 1970 quando furono creati i Buffalo Sabres. Nel 2011 i Syracuse Crunch indossarono una replica della maglia degli Stars in onore del 75º anniversario dalla nascita della AHL.

### Affiliazioni
Nel corso della loro storia i Syracuse Stars sono stati affiliati alle seguenti franchigie della National Hockey League:
- Toronto Maple Leafs: (1932-1933)
- NY Americans: (1933-1934)
- Toronto Maple Leafs: (1934-1939)

## Record stagione per stagione
| Stagione             | Division | Gare | V  | S  | P | Punti | GF  | GS  | Piazzamento | Play-off                                                                                           |
| -------------------- | -------- | ---- | -- | -- | - | ----- | --- | --- | ----------- | -------------------------------------------------------------------------------------------------- |
| Syracuse Stars (IHL) |          |      |    |    |   |       |     |     |             | |
| 1930-31              | IHL      | 48   | 9  | 35 | 5 | 23    | 114 | 171 | 7°          | |
| 1931-32              | IHL      | 48   | 16 | 23 | 9 | 41    | 111 | 118 | 6°          | |
| 1932-33              | IHL      | 44   | 23 | 15 | 6 | 52    | 136 | 119 | 3°          | 2º posto girone finale                                                                             |
| 1933-34              | IHL      | 44   | 19 | 21 | 4 | 42    | 114 | 120 | 4°          | 3º posto girone finale                                                                             |
| 1934-35              | IHL      | 44   | 20 | 20 | 4 | 40    | 128 | 118 | 3°          | perde 1º turno (Detroit) 0-2                                                                       |
| 1935-36              | East     | 48   | 26 | 19 | 3 | 55    | 167 | 130 | 1°          | perde 1º turno (Detroit) 0-3                                                                       |
| Syracuse Stars (AHL) |          |      |    |    |   |       |     |     |             | |
| 1936-37              | West     | 48   | 27 | 16 | 5 | 59    | 173 | 129 | 1°          | vince semifinali (Pittsburgh) 3-2 vince Calder Cup (Philadelphia) 3-1                              |
| 1937-38              | West     | 48   | 21 | 20 | 7 | 49    | 142 | 122 | 3°          | vince 1º turno (Pittsburgh) 2-0 vince semifinali (Cleveland) 2-0 perde Calder Cup (Providence) 1-3 |
| 1938-39              | West     | 54   | 26 | 19 | 9 | 61    | 152 | 117 | 2°          | perde 1º turno (Providence) 1-2                                                                    |
| 1939-40              | West     | 56   | 20 | 27 | 9 | 49    | 147 | 169 | 5°          | |

## Record della franchigia

### Singola stagione
Gol: 31  Norm Locking (1939-40)
Assist: 39  Jack Markle (1936-37)
Punti: 63  Norm Locking (1939-40)
Minuti di penalità: 109  Fred Robertson (1932-33)

### Carriera
Gol: 178  Jack Markle
Assist: 242  Jack Markle
Punti: 420  Jack Markle
Minuti di penalità: 268  James Hughes
Partite giocate: 451  Jack Markle

## Palmarès

### Premi di squadra
- Calder Cup: 1

1936-1937
- F. G. "Teddy" Oke Trophy: 1

1936-1937